# Simaetha broomei
Simaetha broomei là một loài nhện trong họ Salticidae.
Loài này thuộc chi Simaetha. Simaetha broomei được Marek Żabka miêu tả năm 1994.